# Marcijanov steber
Marcijanov steber je rimski triumfalni steber, ki je bil postavljen v Konstantinoplu (sodobni Carigrad) s strani mestnega prefekta (civilnega guvernerja) Tatijana (vladal 450–52) v čast cesarju Flaviju Marcijanu. Stoji v Carigrajski četrti Fatih.

## Sestav
Steber je izklesan iz rdeče sivega egipčanskega granita v dveh delih. Štirikotni marmorni podstavek je okrašen z reliefnimi upodobitvami angelov in Kristusovih monogramov IX. Na vrh stebra je postavljen korintski kapitel z upodobitvami rimskih orlov (aquilae). Na vrhu stebra je stal kip Marcijana; ohranil se je napis na podstavku: »Prvega državljana Marcijana kip glejte, in podstavek njegov. Delo posvetil prefekt Tatianos«.